# Gara Fersig
Gara Fersig este o stație de cale ferată care deservește Satulung, județul Maramureș, România. Situată pe Magistrala CFR 400, este una din cele două gări din comuna Satulung, cealaltă fiind cea din satul Satulung.

## Istoric
Comuna Satulung și satul Fersig au fost legate la rețeaua de cale ferată în 1889, odată cu inaugurarea liniei de cale ferată Jibou – Baia Mare. Calea ferată Jibou–Baia Mare face parte din Magistrala CFR 400 și are o lungime de 58 km. A fost construită ca o legătură feroviară între două linii deja existente: linie deschisă în 1884 de la Satu Mare către Baia Mare și linia pusă în funcțiune în 1890 de la Dej (în maghiară Dés) către Zalău (în maghiară Zilah). S-a proiectat o legătură feroviară de la Jibou (în maghiară Zsibó) către Baia Mare, care să lege cele două căi ferate mai vechi. Lucrările de construcție începute în 1897, au fost executate de „Societatea anonimă a căilor ferate Valea Someșului” (în maghiară "Szamosvölgyi vasut részvénytársaság", în germană "Szamosthaler Eisenbahn ActienGesellschaft"), și s-au finalizat în 1899.

## Gara
Gara Fersig este situată în satul cu același nume din comuna Satulung, amplasată pe secția interoperabilă Deda – Dej Triaj – Jibou – Baia Mare – Satu Mare, la kilometrul 19+940 față de stația Baia Mare, respectiv la kilometrul 38+900 față de stația Jibou. Stația este dotată cu instalație de centralizare electromecanică CEM.
Calea ferată asigură legătura comunei Satulung pe Magistrala 400 spre Baia Mare și Jibou pentru transportul feroviar de călători. Prin gara Fersig trec zilnic trenuri InterRegio (IR), InterRegioNight (IRN), Regio (R) și Regio-Expres (R-E) ale operatorilor CFR Călători și InterRegional Călători.

## Distanțe față de alte gări din România și Europa

### Distanțe față de alte gări din România
- Fersig și Baia Mare - 20 km
- Fersig și București Nord (via Cluj-Napoca) - 670 km
- Fersig și București Nord (via Deda) - 604 km
- Fersig și Cluj-Napoca - 174 km
- Fersig și Dej Călători - 114 km
- Fersig și Jibou - 39 km
- Fersig și Satu Mare - 80 km
- Fersig și Zalău Nord - 61 km

### Distanțe față de alte gări din Europa
- Fersig și  Keleti Budapesta (via Arad) - 587 km
- Fersig și  Hauptbahnhof Viena (via Arad) - 849 km